# AFC Futsal Championship 2006
L'ottavo Asian Futsal Championship, disputato nel 2006 a Tashkent dal 21 maggio al 27 maggio, viene considerato l'ottavo campionato continentale asiatico per formazioni nazionali di calcio a 5.
Nelle fasi di qualificazione tenutesi a Kuantan in Malaysia, delle dieci formazioni presenti ebbero accesso al tabellone principale Malesia, Turkmenistan, Hong Kong e Australia per la prima volta partecipante ad un campionato asiatico dopo l'abbandono dell'OFC. Il 2006 segna il debutto della fase di qualificazione al tabellone principale, per una manifestazione che ha richiamato l'interesse di oltre venti squadre nazionali (24 nel 2005, 22 nel 2006). Nel tabellone principale le 16 formazioni vennero divise in quattro gironi da quattro squadre, con la qualificazione della prima alle semifinali ed alle finali ad eliminazione diretta.
L'ottavo campionato asiatico segna anche un passo epocale per l'interruzione del dominio iraniano da parte del Giappone che battendo 5-1 l'Iran in semifinale, guadagnò il pass per l'atto conclusivo portato a termine finalmente in maniera positiva ai danni dei padroni di casa dell'Uzbekistan. Per il Giappone, giunto alla quinta finale consecutiva, è la prima vittoria dopo le brucianti quattro sconfitte patite tutte in favore degli iraniani.

## Girone A
| Tashkent 22 maggio 2006 | Uzbekistan | 7 – 0 | Malaysia |  |

| Tashkent 22 maggio 2006 | Cina | 5 – 3 | Taipei cinese |  |

| Tashkent 23 maggio 2006 | Malaysia | 1 – 4 | Cina |  |

| Tashkent 23 maggio 2006 | Taipei cinese | 0 – 6 | Uzbekistan |  |

| Tashkent 24 maggio 2006 | Uzbekistan | 4 – 1 | Cina |  |

| Tashkent 24 maggio 2006 | Malaysia | 5 – 4 | Taipei cinese |  |

| Classifica finale | Pt | G | V | N | P | GF | GS | DR  |
| ----------------- | -- | - | - | - | - | -- | -- | --- |
| Uzbekistan        | 9  | 3 | 3 | 0 | 0 | 17 | 1  | +16 |
| Cina              | 4  | 3 | 1 | 1 | 1 | 10 | 8  | +2  |
| Malaysia          | 4  | 3 | 1 | 1 | 1 | 6  | 15 | -9  |
| Taipei cinese     | 0  | 3 | 0 | 0 | 3 | 4  | 15 | -11 |

## Girone B
| Tashkent 21 maggio 2006 | Giappone | 12 – 0 | Hong Kong |  |

| Tashkent 21 maggio 2006 | Tagikistan | 4 – 2 | Iraq |  |

| Tashkent 22 maggio 2006 | Hong Kong | 5 – 6 | Tagikistan |  |

| Tashkent 22 maggio 2006 | Iraq | 0 – 2 | Giappone |  |

| Tashkent 24 maggio 2006 | Giappone | 11 – 6 | Tagikistan |  |

| Tashkent 24 maggio 2006 | Hong Kong | 6 – 2 | Iraq |  |

| Classifica finale | Pt | G | V | N | P | GF | GS | DR  |
| ----------------- | -- | - | - | - | - | -- | -- | --- |
| Giappone          | 9  | 3 | 3 | 0 | 0 | 25 | 6  | +19 |
| Tagikistan        | 6  | 3 | 2 | 0 | 1 | 16 | 18 | -2  |
| Hong Kong         | 3  | 3 | 1 | 0 | 2 | 11 | 19 | -8  |
| Iraq              | 0  | 3 | 0 | 0 | 3 | 4  | 12 | -8  |

## Girone C
| Tashkent 21 maggio 2006 | Kirghizistan | 5 – 1 | Australia |  |

| Tashkent 21 maggio 2006 | Kuwait | 5 – 5 | Libano |  |

| Tashkent 23 maggio 2006 | Australia | 7 – 4 | Kuwait |  |

| Tashkent 23 maggio 2006 | Libano | 3 – 7 | Kirghizistan |  |

| Tashkent 24 maggio 2006 | Kirghizistan | 2 – 0 | Kuwait |  |

| Tashkent 24 maggio 2006 | Australia | 6 – 4 | Libano |  |

| Classifica finale | Pt | G | V | N | P | GF | GS | DR  |
| ----------------- | -- | - | - | - | - | -- | -- | --- |
| Kirghizistan      | 9  | 3 | 3 | 0 | 0 | 14 | 4  | +10 |
| Australia         | 6  | 3 | 2 | 0 | 1 | 14 | 13 | +1  |
| Kuwait            | 1  | 3 | 0 | 1 | 2 | 9  | 14 | -5  |
| Libano            | 1  | 3 | 0 | 1 | 2 | 12 | 18 | -6  |

## Girone D
| Tashkent 21 maggio 2006 | Iran | 14 – 0 | Turkmenistan |  |

| Tashkent 21 maggio 2006 | Thailandia | 8 – 4 | Indonesia |  |

| Tashkent 22 maggio 2006 | Turkmenistan | 1 – 8 | Thailandia |  |

| Tashkent 22 maggio 2006 | Indonesia | 1 – 20 | Iran |  |

| Tashkent 23 maggio 2006 | Iran | 6 – 3 | Thailandia |  |

| Tashkent 23 maggio 2006 | Turkmenistan | 10 – 3 | Indonesia |  |

| Classifica finale | Pt | G | V | N | P | GF | GS | DR  |
| ----------------- | -- | - | - | - | - | -- | -- | --- |
| Iran              | 9  | 3 | 3 | 0 | 0 | 40 | 4  | +36 |
| Thailandia        | 6  | 3 | 2 | 0 | 1 | 19 | 11 | +8  |
| Turkmenistan      | 3  | 3 | 1 | 0 | 2 | 11 | 25 | -14 |
| Indonesia         | 0  | 3 | 0 | 0 | 3 | 8  | 38 | -30 |

## Semifinali
| Tashkent 26 maggio 2006 | Uzbekistan | 4 – 2 | Kirghizistan |  |

| Tashkent 26 maggio 2006 | Giappone | 5 – 1 | Iran |  |

## Finale 3º-4º posto
| Tashkent 27 maggio 2006 | Kirghizistan | 3 – 5 | Iran |  |

## Finale
| Tashkent 27 maggio 2006 | Uzbekistan | 1 – 5 | Giappone |  |